# Граф Портсмут
Граф Портсмут (англ. Earl of Portsmouth) — аристократический титул в пэрстве Великобритании. Титул был создан королём Георгом II в 1743 году для Джона Уоллопа, 1-го виконта Лимингтона, который ранее представленной Хэмпшир в Палате общин. Он уже получил титулы барона Уоллопа из Фарли Уоллопа в Хэмпшире в графстве Саутгемптон и виконта Лимингтона в 1720 году, также в пэрстве Великобритании.
Четвёртый граф представлял Андовер и Северный Девоншир в парламенте. В 1794 году он принял по королевской лицензии для себя и своих потомков только фамилию и герб Феллоуз.
Пятый граф возобновил без королевской лицензии использование фамилии и герба Уоллопов.
Шестой граф представлял Барнстапл в парламенте как либерал.
Оливер Генри Уоллоп, восьмой граф, переехал из Англии в Соединённые Штаты Америки, и жил жизнью ранчера в Шеридане, штат Вайоминг, на момент смерти своего старшего брата, седьмого графа. Известный как O.Г. Уоллоп, он дважды избирался представителем в законодательный орган штата Вайоминг. Он стал американским гражданином в 1891 году, и ему было разрешено занять своё место в Палате лордов только после отказа от американского гражданства.
Девятый граф, ультраправый политик, был членом Палаты общин от Бейзингстока как представитель Консервативной партии.
Десятый граф, который наследовал в 1984 году, является единственным сыном Оливера Кинцинга Уоллопа, виконта Лимингтона (1923—1984).
Американский политик, сенатор от штата Вайоминг (1977—1995) Малкольм Уоллоп был внуком 8-го графа.
Семейной резиденцией графов Портсмутов является Фарли-хаус в графстве Хэмпшир.

## Графы Портсмуты
- Джон Уоллоп, 1-й граф Портсмут (1690—1762);
  - Джон Уоллоп, виконт Лимингтон (1718—1749);
- Джон Уоллоп, 2-й граф Портсмут (1742—1797);
- Джон Чарльз Уоллоп, 3-й граф Портсмут (1767—1853);
- Ньютон Феллоуз, 4-й граф Портсмут (1772—1854), брат третьего графа;
- Исаак Ньютон Уоллоп, 5-й граф Портсмут (1825—1891);
- Ньютон Уоллоп, 6-й граф Портсмут (1856—1917);
- Джон Феллоуз Уоллоп, 7-й граф Портсмут (1859—1925), брат шестого графа;
- Оливер Уоллоп, 8-й граф Портсмут (1861—1943), брат шестого и седьмого графов
- Джерард Вернон Уоллоп, 9-й граф Портсмут (1898—1984);
  - Оливер Кинцинг Уоллоп, виконт Лимингтон (1923—1984);
- Квентин Джерард Кэрью Уоллоп, 10-й граф Портсмут (род. 1954).

Наследник: Оливер Генри Руфус Уоллоп, виконт Лимингтон (род. 1981), сын 10-го графа.